# Распопов, Владимир Павлович
Владимир Павлович Распопов (1880 — 1963) — российский и советский военачальник, командующий Туркестанской армией и 11-й армией.

## Биография
Православный, сын чиновника. Предположительно, отец — Павел Николаевич Распопов, директор народных училищ Оренбургской губернии и член Оренбургского епархиального комитета Православного миссионерского общества. Образование получил в Казанском городском училище с 1891 по 1897, окончил 6 классов, после чего поступил на военную службу. Окончил Казанское пехотное юнкерское училище. Участник русско-японской войны. В 1909 офицер 215-го пехотного резервного Бузулукского полка. С 20 февраля 1910 служит в 186-м пехотном Асландузском полку. Участник мировой войны. Переведён в 326-й пехотный Белгорайский полк. Командовал ротой, затем командир 4-го батальона того же полка. Командир 325-го пехотного Царевского полка с 1 октября по 15 декабря 1917.
В дальнейшем служил в РККА, начальник штаба Туркестанской армии Восточного фронта с 11 апреля по 22 мая 1919. Командующий Туркестанской армией с 22 по 24 мая 1919. Начальник 20-й Пензенской стрелковой дивизии с 11 по 17 июля 1919. Командующий 11-й армией Туркестанского фронта с 14 августа по 26 сентября 1919. В декабре 1919 руководил советской делегацией на переговорах в посёлке Уил о переходе частей Западной Алаш-Орды на сторону РККА. Командующий войсками Заволжского военного округа с 15 сентября по 4 октября 1920 и 2-й революционной трудовой армией в сентябре 1920. Военрук Киргизского (Казахского) края с 19 октября 1920. С 18 июля 1921 командующий Бузулукской группой войск Заволжского военного округа при подавлении восстания А. В. Сапожкова на территории Самарской, Астраханской, Саратовской губерний и Уральской области.  Начальник 20-й Саратовской пехотной школы командиров РККА до октября 1924, потом начальник Саратовской пехотной школы переподготовки командиров РККА до мая 1925. Окружной инспектор военно-учебных заведений и вузов в Самаре.
Начальник кафедры военной подготовки Казанского университета (1926-1937) и военрук того же университета (в 1936). Одновременно с 1927 на военно-преподавательской работе в Казанском медицинском институте, заведующий кафедрой военной медицины (с 1927), начальник кафедры санитарной тактики (1930-1933), старший преподаватель (с 1937), начальник кафедры военно-санитарной подготовки (с 1941 до 25 августа 1943) и кафедры общевойсковой и физкультурной подготовки (с 25 августа 1943 до 1944), заведующий учебной частью военной кафедры (с 1944 до 1946). С 1953 на пенсии, В середине 1950-х назначена персональная пенсия союзного значения. Проживал и умер в Казани.

### Звания
- подпоручик;
- поручик;
- штабс-капитан (1909);
- капитан (1914);
- подполковник (производство 19 мая 1916, старшинство 5 декабря 1915);
- полковник;
- комбриг (1936).

### Награды
Ордена Святой Анны 2-й степени с мечами (высочайший приказ (ВП) 31 декабря 1914), Святого Станислава 2-й степени с мечами (ВП 31 декабря 1914), Святого Владимира 4-й степени с мечами и бантом (ВП 26 октября 1915), Святого Владимира 3-й степени с мечами (ПАФ 25 сентября 1917).